# Palmispa
Palmispa là một chi bọ cánh cứng trong họ Chrysomelidae.
Chi này được miêu tả khoa học năm 1960 bởi Gressitt.

## Các loài
Các loài trong chi này gồm:
- Palmispa korthalsivora Gressitt, 1960
- Palmispa parallela Gressitt, 1960